# Bretteville-sur-Ay
Bretteville-sur-Ay ist eine Gemeinde im französischen Département Manche in der Normandie. Sie gehört zum Arrondissement Coutances und zum Kanton Créances.

## Lage
Bretteville-sur-Ay liegt an der Westküste der Halbinsel Cotentin. Nachbargemeinden sind La Haye im Norden und Osten sowie Saint-Germain-sur-Ay im Süden.

## Bevölkerungsentwicklung

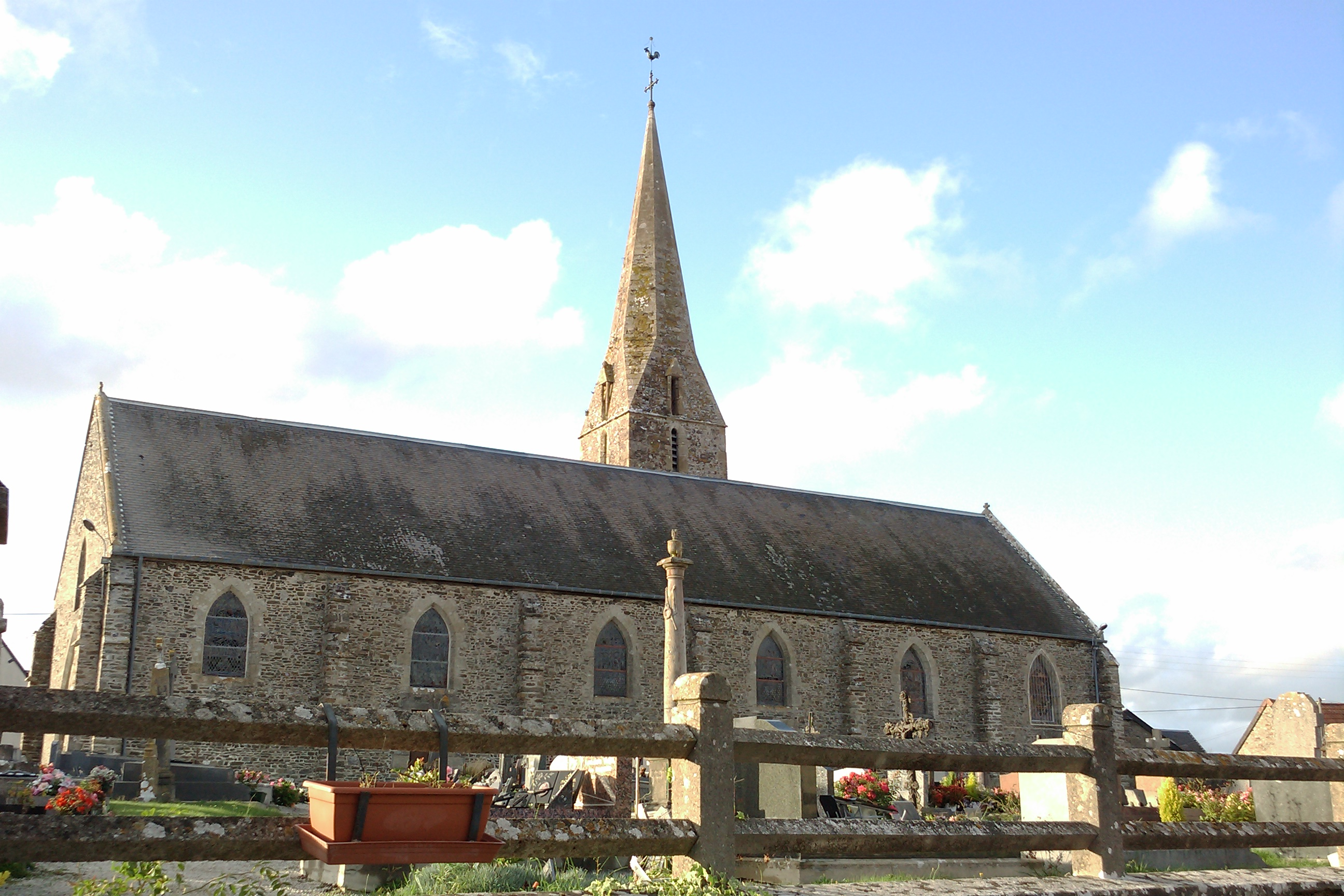
Kirche Saint-Martin

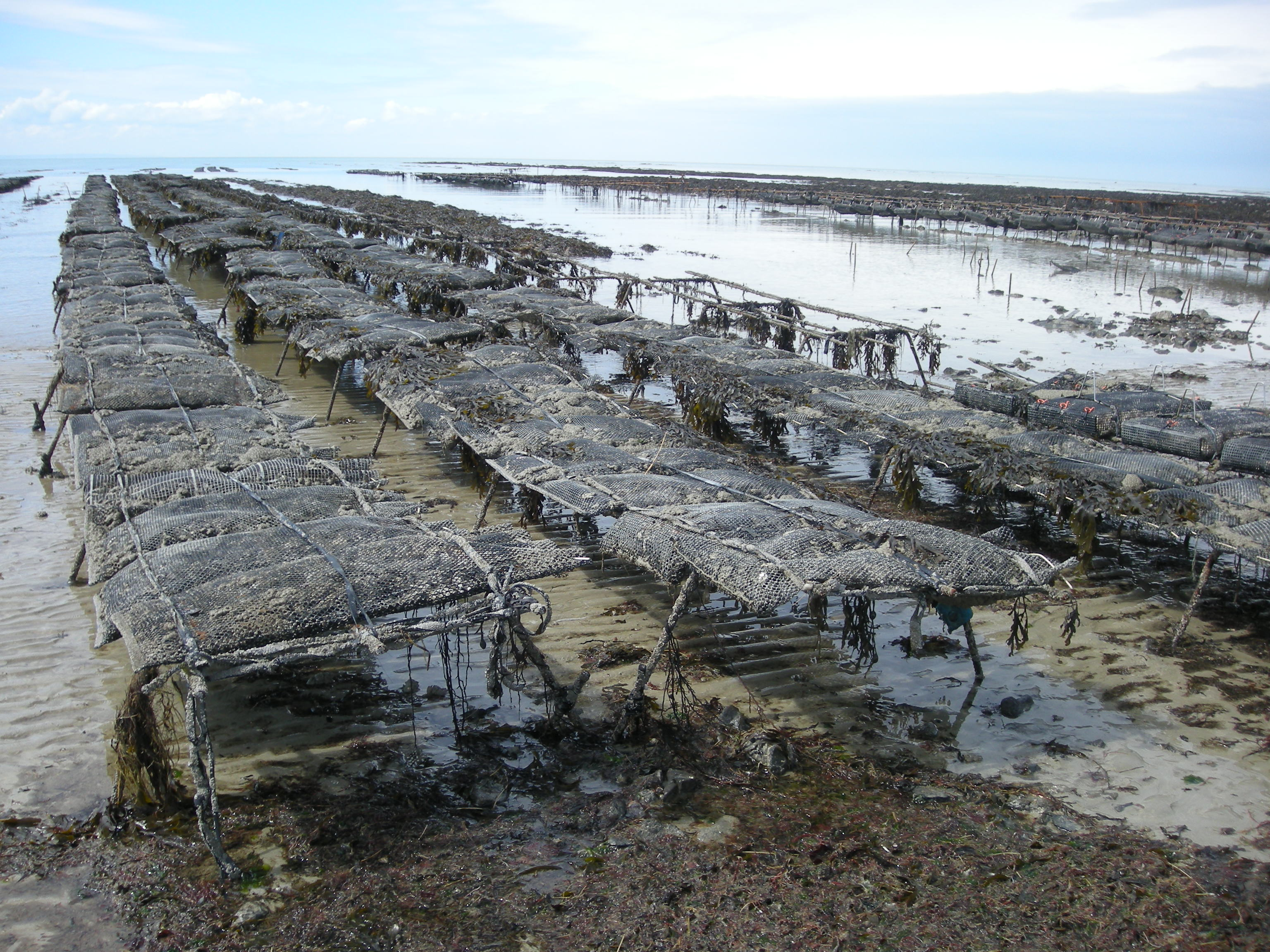
Austernzucht am Strand von Bretteville-sur-Ay

| Jahr      | 1962 | 1968 | 1975 | 1982 | 1990 | 1999 | 2008 | 2018 |
| --------- | ---- | ---- | ---- | ---- | ---- | ---- | ---- | ---- |
| Einwohner | 395  | 367  | 378  | 321  | 302  | 317  | 353  | 395  |